# Guion radiofónico

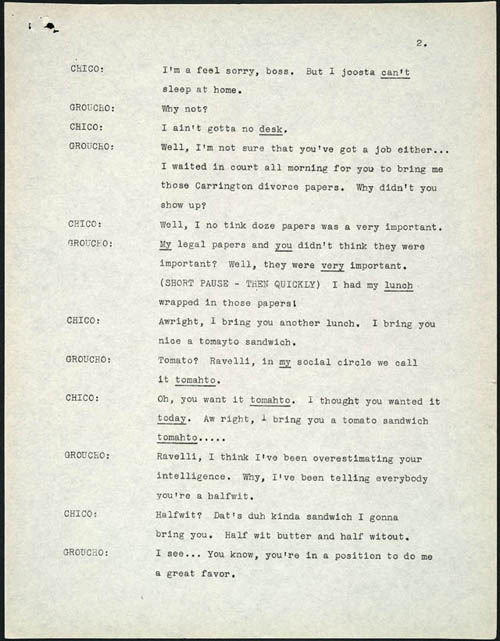
Una página de un guion del programa radial Flywheel, Shyster, and Flywheel de la NBC. 23 de enero de 1933.

El guion radiofónico es la herramienta que permite planificar un programa radiofónico, a la vez que permite tener un registro de todo el material sonoro que será necesario para la realización de dicho programa del guion.

## Vocabulario básico
- Locutor(a): Pueden ser más de un locutor o locutora, y se ponen los nombres de los personajes, en espacios dramatizados, o las iniciales de los locutores y un tercero para los comerciales
- Cortinilla: Música que divide las secciones del programa.
- Parlamento: Parte del texto destinada a la emisión, en las voces de los locutores.
- Pie: Final de una intervención. Hay que respetar siempre los pies o, en caso de necesidad, avisar previamente a control de que se va a cambiar; El pie es lo que da paso al siguiente elemento en la grabación o directo y es esencial que el control lo conozca con exactitud.
- Texto: Lo que aparece escrito en el guion para dar indicaciones a los locutores a fin de que sepan cuando deben hablar.
- Indicaciones: Instrucciones, órdenes.
- Control: Técnico, especialista, toma de control y sonido, disco en el que está grabado el sonido que va a utilizarse.
- Referencia : Datos pertinentes del sonido que se pide:

- 1. Título, intérprete, número de identificado o contenido que distinga a ese soporte.

Lo más importante es saber de cuál se trata y diferenciarlo del resto de los soportes posibles. De los discos preparados, entra uno específico en un momento específico. Lo mismo con los demás soportes. Cuando se usa un número de identificación –por ejemplo, número de serie en la clasificación de un archivo–, el dato del título del disco da menor seguridad: la cifra y el título deben coincidir. En caso de discrepancia, el control optará siempre por el título. Sin embargo, es preferible no limitar la información a éste, cuando el número de ref. existe, porque puede existir más de una obra con el mismo título y porque el número se localiza más rápidamente.
1. Cara, en el caso de los discos convencionales o en los casetes.
2. Corte, si lo hubiera o título del mismo, que identifique la parte determinada del soporte que queremos utilizar.

- Entrar: Intervenir control o LOC. la emisión.
- Pinchar: Introducir en emisión o grabación una nueva fuente de sonido (LOC., CINTA, DISCO, CONEXIÓN, etc.).
- Dar «micro»: Abrir regleta, para que el LOC. pueda intervenir en la emisión, cuando lo juzgue oportuno.
- Regleta: Mando con el que se da paso a una fuente de sonido.
- Aguantar: Mantener un sonido en el plano en el que está, o en el que se especifique, hasta donde se indique.
- Mantener: Aguantar.
- Plano: Relación de PRESENCIA de la VOZ (u otro sonido) respecto del NIVEL GENERAL de grabación o directo.
- Fondo (o F.) Sonido de acompañamiento que se mantiene por debajo de los planos principales.
- PP. Y F.: Entra en PRIMER plano y pasa a FONDO.
- F. Y PP.: Pasa de FONDO a PRIMER plano.
- Entra en F.: Aparece como FONDO de la emisión.
- Ráfaga: Irrupción breve, en el plano que se indique, de un sonido continuado.
- Desvanecer: Perder lo que está sonando.
- Perder: Desvanecer.
- Cortar: Perder bruscamente.
- Cortar: A Perder bruscamente, sobre SONIDO posterior, que se indique.
- Fundir: Desvanecer un SONIDO sobre otro que entra (luego, en algún momento del FUNDIDO, ambos sonidos están presentes). O también, si se especifica así, Agregar a un SONIDO presente en la emisión otro/s, que entrará/n en el punto indicado y mantenerlo/s a la par, en el plano que se señale para cada uno, hasta el momento en que se quiera.
- Fundidos: Resultado del acto de FUNDIR. Dos o más SONIDOS que se producen a la par, en el plano indicado para cada uno de ellos.
- Entrar fundidos: Entran en emisión, a la par y en el/los plano/s que se indique para cada uno de ellos, los sonidos a los que se refiere la indicación.
- Encadenar: Realizar uno o varios fundidos consecutivos.
- «A Señal»
  - Para control: seguir las indicaciones gestuales de LOC.
  - Para Locs.: seguir las indicaciones gestuales del Realizador o del control.
- Eco: Usualmente, cámara; reverberación para el sonido a que se refiere.
- Filtrar: Referido, por lo general, a tratar el sonido (cortando graves, agudos, etc.) para conferirle una textura diferente, artificial.
- Continuidad
  - Sucesión temporal de la Programación.
  - control desde el que se efectúa la emisión.
  - Sucesión temporal de un programa.
  - En un guion:
    - El texto que conforma la trabazón (el esqueleto) de ese guion y que no se puede identificar con ninguna "sección" determinada o parte diferenciada del mismo.
    - Conjunto de las secciones, partes y elementos del guion, considerado como un todo.
- Emitir: Sacar programación al aire. Hablar (emitir voz).
- «Al aire»: En emisión: lo que se dice (escucha) es lo que está siendo emitido; lo que se envía ya a los receptores.
- Proyectar: Emitir la voz desde una mayor distancia del micro, pero dándole cuerpo.
- Editar: Separar los cortes de una cinta, distinguiéndolos por medio de cinta neutra, de un color diferente.
- Cinta neutra: Cinta en la que no se puede grabar sonido y que sirve sólo como separación entre los cortes y para principio y final de las grabaciones.
- Documento: Elemento pregrabado (cinta, disco, etc.) que se va a utilizar en el programa.
- Pausa: Silencio.
- Pausa valorativa: Silencio que se marca para dar mayor importancia a lo que sigue.
- Programar: Incluir un elemento cualquiera en la emisión o grabación.
- Grabación: Lugar físico y momento en que se produce una grabación; y resultado de ésta.
- «Directo»: Aquello que se emite en el mismo momento en que se está produciendo. Lugar físico o momento de la emisión.
- «Crestas»: Partes fuertes en una secuencia sonora (disco, etc.).
- En vacío sin fondo: Voz desnuda.

## Estructura del guion
- Sintonía: Nota o sucesión de notas musicales –u otros sonidos– que por sí sola sitúa un espacio radiofónico, y que permite al oyente saber, con su sola audición, qué ha SINTONIZADO. La sintonía será una muy breve secuencia, tras la cual suele facilitarse el título del programa o el nombre de la emisora o de aquello que se pretende identificar. También se denomina sintonía al colchón musical, siempre el mismo, que vendrá a continuación del título del programa, o que aparecerá solo. La sintonía de programa puede encabezarlo –o no– (conviene, sin embargo, que aparezca en los primeros minutos de emisión) y se puede repetir a lo largo del mismo.
- Careta: La careta no es sino una sintonía –a la que puede englobar– más elaborada, con créditos o títulos fijos y que puede incluir otros textos –introducción temática, declaración de intenciones, entradillas, etc.–, también fijos. Importa que la música tanto de sintonías como de caretas no se asocie con otros motivos distintos del programa –o sección– de que se trate, a menos que de esos motivos trate la emisión. Interesa, además, que no sea una música demasiado popular, excesivamente oída. Una «pieza» que haya alcanzado amplia difusión en los medios corre, asimismo, el peligro de que el oyente establezca relaciones del todo ajenas al propósito del programa. Lógicamente, hay que huir de la música cantada.
- Indicativo: Intervención muy breve (sólo títulos, nombres) que recuerda al oyente el programa o la emisora que está escuchando, o ambas cosas. Puede incluir sintonías o ráfagas musicales o no incluirlas. A menudo va seguido de horarias (información de la hora exacta).
- Entradilla: Intervención breve en la que el locutor centra el programa (o la sección) que va a venir a continuación; o, sencillamente lo/la presenta.:Nombre del programa: Gracias a la música

Duración: 5 minutos
Locutores:
LOC 1: Tatiana
LOC 2: Sebastián
Descripción técnicaGuion literario
Entra música 5 segundosABBA – “Thank you for the Music”
Bajar el volumen lentamente y queda de fondoABBA – “Thank you for the Music”
Entra LOC 1 música de fondo¡Buenas noches! Soy Tatiana y hoy los acompañaré en este programa lleno de canciones con ritmos bailables de los ochenta y mediados de los noventa. A mi lado se encuentra Sebastián. ¡Hola, Sebastián! ¿Cómo te encuentras esta noche?
Entra LOC 2 música de fondoMuy bien, como siempre, feliz de estar a tu lado y compartir un poco de música con los oyentes.
Entra LOC 1 música de fondo.Buenísimo, entonces qué te parece si para comenzar arrancamos con un grupo musical clásico de los ochenta. Si bien todos tenemos gustos diferentes, creo que todos estamos de acuerdo con que Roxette fue y será un clásico de esa década. Esta banda de pop rock sueca estuvo compuesta por la cantante Marie Fredriksson y el cantante y compositor Per Gessle. 
Entra LOC 2 música de fondo. Bajar volumen,Exactamente, este dúo se consagró como uno de los grupos suecos más importantes y de mayor éxito. Señor operador, ¿podemos escuchar “Sleeping in my car”?
Entra música hasta el final de la canción.Roxette – “Sleeping in my car”
Fuente: https://www.ejemplos.co/guion-de-radio/#ixzz7ikoWU9ISNombre del programa: Gracias a la música
Duración: 5 minutos
Locutores:
LOC 1: Tatiana
LOC 2: Sebastián
Descripción técnicaGuion literario
Entra música 5 segundosABBA – “Thank you for the Music”
Bajar el volumen lentamente y queda de fondoABBA – “Thank you for the Music”
Entra LOC 1 música de fondo¡Buenas noches! Soy Tatiana y hoy los acompañaré en este programa lleno de canciones con ritmos bailables de los ochenta y mediados de los noventa. A mi lado se encuentra Sebastián. ¡Hola, Sebastián! ¿Cómo te encuentras esta noche?
Entra LOC 2 música de fondoMuy bien, como siempre, feliz de estar a tu lado y compartir un poco de música con los oyentes.
Entra LOC 1 música de fondo.Buenísimo, entonces qué te parece si para comenzar arrancamos con un grupo musical clásico de los ochenta. Si bien todos tenemos gustos diferentes, creo que todos estamos de acuerdo con que Roxette fue y será un clásico de esa década. Esta banda de pop rock sueca estuvo compuesta por la cantante Marie Fredriksson y el cantante y compositor Per Gessle. 
Entra LOC 2 música de fondo. Bajar volumen,Exactamente, este dúo se consagró como uno de los grupos suecos más importantes y de mayor éxito. Señor operador, ¿podemos escuchar “Sleeping in my car”?
Entra música hasta el final de la canción.Roxette – “Sleeping in my car”
Fuente: https://www.ejemplos.co/guion-de-radio/#ixzz7ikoWU9ISNombre del programa: Gracias a la música
Duración: 5 minutos
Locutores:
LOC 1: Tatiana
LOC 2: Sebastián
Descripción técnicaGuion literario
Entra música 5 segundosABBA – “Thank you for the Music”
Bajar el volumen lentamente y queda de fondoABBA – “Thank you for the Music”
Entra LOC 1 música de fondo¡Buenas noches! Soy Tatiana y hoy los acompañaré en este programa lleno de canciones con ritmos bailables de los ochenta y mediados de los noventa. A mi lado se encuentra Sebastián. ¡Hola, Sebastián! ¿Cómo te encuentras esta noche?
Entra LOC 2 música de fondoMuy bien, como siempre, feliz de estar a tu lado y compartir un poco de música con los oyentes.
Entra LOC 1 música de fondo.Buenísimo, entonces qué te parece si para comenzar arrancamos con un grupo musical clásico de los ochenta. Si bien todos tenemos gustos diferentes, creo que todos estamos de acuerdo con que Roxette fue y será un clásico de esa década. Esta banda de pop rock sueca estuvo compuesta por la cantante Marie Fredriksson y el cantante y compositor Per Gessle. 
Entra LOC 2 música de fondo. Bajar volumen,Exactamente, este dúo se consagró como uno de los grupos suecos más importantes y de mayor éxito. Señor operador, ¿podemos escuchar “Sleeping in my car”?
Entra música hasta el final de la canción.Roxette – “Sleeping in my car”
Fuente: https://www.ejemplos.co/guion-de-radio/#ixzz7ikoWU9ISvvNombre del programa: Gracias a la música
Duración: 5 minutos
Locutores:
LOC 1: Tatiana
LOC 2: Sebastián
Descripción técnicaGuion literario
Entra música 5 segundosABBA – “Thank you for the Music”
Bajar el volumen lentamente y queda de fondoABBA – “Thank you for the Music”
Entra LOC 1 música de fondo¡Buenas noches! Soy Tatiana y hoy los acompañaré en este programa lleno de canciones con ritmos bailables de los ochenta y mediados de los noventa. A mi lado se encuentra Sebastián. ¡Hola, Sebastián! ¿Cómo te encuentras esta noche?
Entra LOC 2 música de fondoMuy bien, como siempre, feliz de estar a tu lado y compartir un poco de música con los oyentes.
Entra LOC 1 música de fondo.Buenísimo, entonces qué te parece si para comenzar arrancamos con un grupo musical clásico de los ochenta. Si bien todos tenemos gustos diferentes, creo que todos estamos de acuerdo con que Roxette fue y será un clásico de esa década. Esta banda de pop rock sueca estuvo compuesta por la cantante Marie Fredriksson y el cantante y compositor Per Gessle. 
Entra LOC 2 música de fondo. Bajar volumen,Exactamente, este dúo se consagró como uno de los grupos suecos más importantes y de mayor éxito. Señor operador, ¿podemos escuchar “Sleeping in my car”?
Entra música hasta el final de la canción.Roxette – “Sleeping in my car”
Fuente: https://www.ejemplos.co/guion-de-radio/#ixzz7ikoWU9ISvvNombre del programa: Gracias a la música
Duración: 5 minutos
Locutores:
LOC 1: Tatiana
LOC 2: Sebastián
Descripción técnicaGuion literario
Entra música 5 segundosABBA – “Thank you for the Music”
Bajar el volumen lentamente y queda de fondoABBA – “Thank you for the Music”
Entra LOC 1 música de fondo¡Buenas noches! Soy Tatiana y hoy los acompañaré en este programa lleno de canciones con ritmos bailables de los ochenta y mediados de los noventa. A mi lado se encuentra Sebastián. ¡Hola, Sebastián! ¿Cómo te encuentras esta noche?
Entra LOC 2 música de fondoMuy bien, como siempre, feliz de estar a tu lado y compartir un poco de música con los oyentes.
Entra LOC 1 música de fondo.Buenísimo, entonces qué te parece si para comenzar arrancamos con un grupo musical clásico de los ochenta. Si bien todos tenemos gustos diferentes, creo que todos estamos de acuerdo con que Roxette fue y será un clásico de esa década. Esta banda de pop rock sueca estuvo compuesta por la cantante Marie Fredriksson y el cantante y compositor Per Gessle. 
Entra LOC 2 música de fondo. Bajar volumen,Exactamente, este dúo se consagró como uno de los grupos suecos más importantes y de mayor éxito. Señor operador, ¿podemos escuchar “Sleeping in my car”?
Entra música hasta el final de la canción.Roxette – “Sleeping in my car”
Fuente: https://www.ejemplos.co/guion-de-radio/#ixzz7ikoWU9ISNombre del programa: Gracias a la música
Duración: 5 minutos
Locutores:
LOC 1: Tatiana
LOC 2: Sebastián
Descripción técnicaGuion literario
Entra música 5 segundosABBA – “Thank you for the Music”
Bajar el volumen lentamente y queda de fondoABBA – “Thank you for the Music”
Entra LOC 1 música de fondo¡Buenas noches! Soy Tatiana y hoy los acompañaré en este programa lleno de canciones con ritmos bailables de los ochenta y mediados de los noventa. A mi lado se encuentra Sebastián. ¡Hola, Sebastián! ¿Cómo te encuentras esta noche?
Entra LOC 2 música de fondoMuy bien, como siempre, feliz de estar a tu lado y compartir un poco de música con los oyentes.
Entra LOC 1 música de fondo.Buenísimo, entonces qué te parece si para comenzar arrancamos con un grupo musical clásico de los ochenta. Si bien todos tenemos gustos diferentes, creo que todos estamos de acuerdo con que Roxette fue y será un clásico de esa década. Esta banda de pop rock sueca estuvo compuesta por la cantante Marie Fredriksson y el cantante y compositor Per Gessle. 
Entra LOC 2 música de fondo. Bajar volumen,Exactamente, este dúo se consagró como uno de los grupos suecos más importantes y de mayor éxito. Señor operador, ¿podemos escuchar “Sleeping in my car”?
Entra música hasta el final de la canción.Roxette – “Sleeping in my car”
Fuente: https://www.ejemplos.co/guion-de-radio/#ixzz7ikoWU9ISNombre del programa: Gracias a la música
Duración: 5 minutos
Locutores:
LOC 1: Tatiana
LOC 2: Sebastián
Descripción técnicaGuion literario
Entra música 5 segundosABBA – “Thank you for the Music”
Bajar el volumen lentamente y queda de fondoABBA – “Thank you for the Music”
Entra LOC 1 música de fondo¡Buenas noches! Soy Tatiana y hoy los acompañaré en este programa lleno de canciones con ritmos bailables de los ochenta y mediados de los noventa. A mi lado se encuentra Sebastián. ¡Hola, Sebastián! ¿Cómo te encuentras esta noche?
Entra LOC 2 música de fondoMuy bien, como siempre, feliz de estar a tu lado y compartir un poco de música con los oyentes.
Entra LOC 1 música de fondo.Buenísimo, entonces qué te parece si para comenzar arrancamos con un grupo musical clásico de los ochenta. Si bien todos tenemos gustos diferentes, creo que todos estamos de acuerdo con que Roxette fue y será un clásico de esa década. Esta banda de pop rock sueca estuvo compuesta por la cantante Marie Fredriksson y el cantante y compositor Per Gessle. 
Entra LOC 2 música de fondo. Bajar volumen,Exactamente, este dúo se consagró como uno de los grupos suecos más importantes y de mayor éxito. Señor operador, ¿podemos escuchar “Sleeping in my car”?
Entra música hasta el final de la canción.Roxette – “Sleeping in my car”
Fuente: https://www.ejemplos.co/guion-de-radio/#ixzz7ikoWU9ISNombre del programa: Gracias a la música
Duración: 5 minutos
Locutores:
LOC 1: Tatiana
LOC 2: Sebastián
Descripción técnicaGuion literario
Entra música 5 segundosABBA – “Thank you for the Music”
Bajar el volumen lentamente y queda de fondoABBA – “Thank you for the Music”
Entra LOC 1 música de fondo¡Buenas noches! Soy Tatiana y hoy los acompañaré en este programa lleno de canciones con ritmos bailables de los ochenta y mediados de los noventa. A mi lado se encuentra Sebastián. ¡Hola, Sebastián! ¿Cómo te encuentras esta noche?
Entra LOC 2 música de fondoMuy bien, como siempre, feliz de estar a tu lado y compartir un poco de música con los oyentes.
Entra LOC 1 música de fondo.Buenísimo, entonces qué te parece si para comenzar arrancamos con un grupo musical clásico de los ochenta. Si bien todos tenemos gustos diferentes, creo que todos estamos de acuerdo con que Roxette fue y será un clásico de esa década. Esta banda de pop rock sueca estuvo compuesta por la cantante Marie Fredriksson y el cantante y compositor Per Gessle. 
Entra LOC 2 música de fondo. Bajar volumen,Exactamente, este dúo se consagró como uno de los grupos suecos más importantes y de mayor éxito. Señor operador, ¿podemos escuchar “Sleeping in my car”?
Entra música hasta el final de la canción.Roxette – “Sleeping in my car”
Fuente: https://www.ejemplos.co/guion-de-radio/#ixzz7ikoWU9ISNombre del programa: Gracias a la música
Duración: 5 minutos
Locutores:
LOC 1: Tatiana
LOC 2: Sebastián
Descripción técnicaGuion literario
Entra música 5 segundosABBA – “Thank you for the Music”
Bajar el volumen lentamente y queda de fondoABBA – “Thank you for the Music”
Entra LOC 1 música de fondo¡Buenas noches! Soy Tatiana y hoy los acompañaré en este programa lleno de canciones con ritmos bailables de los ochenta y mediados de los noventa. A mi lado se encuentra Sebastián. ¡Hola, Sebastián! ¿Cómo te encuentras esta noche?
Entra LOC 2 música de fondoMuy bien, como siempre, feliz de estar a tu lado y compartir un poco de música con los oyentes.
Entra LOC 1 música de fondo.Buenísimo, entonces qué te parece si para comenzar arrancamos con un grupo musical clásico de los ochenta. Si bien todos tenemos gustos diferentes, creo que todos estamos de acuerdo con que Roxette fue y será un clásico de esa década. Esta banda de pop rock sueca estuvo compuesta por la cantante Marie Fredriksson y el cantante y compositor Per Gessle. 
Entra LOC 2 música de fondo. Bajar volumen,Exactamente, este dúo se consagró como uno de los grupos suecos más importantes y de mayor éxito. Señor operador, ¿podemos escuchar “Sleeping in my car”?
Entra música hasta el final de la canción.Roxette – “Sleeping in my car”
Fuente: https://www.ejemplos.co/guion-de-radio/#ixzz7ikoWU9IS
- Secciones: Cada una de las partes diferenciadas en las que, sin formar parte de la continuidad, se puede dividir un programa.
- Sketch o escena: Secciones dramatizadas que ilustran un determinado punto de interés o, simplemente, ambientan y enriquecen un programa.
- Cuñas: Son montajes sonoros cortos (treinta segundos sería una media), dramatizados o no, que se utilizan como promoción (sirven para dar publicidad, para anunciar. También reciben el nombre de jingles) o como contenido (hay quien las llama píldoras… Se usan sencillamente para adornar o para dar mayor agilidad a los programas).
- Microespacios: Espacios independientes, con su propia estructura y contenidos, que se integran dentro de un programa.
- Cortinilla: Ráfaga de separación (habitualmente entre secciones), casi siempre pregrabada.
- Golpes: Efectos musicales dramáticos que subrayan y acentúan un momento, una situación, un personaje, un titular, etc. En los programas informativos se los llama puntos; y de hecho es con frecuencia esa función la que cumplen en el desarrollo de la emisión.

## Guion y formatos de programación

### Radio-fórmula musical
Es la repetición sistemática y adecuada de producciones musicales. Desde el punto de vista del guionista y de la planificación del programa, la clave de la radio–fórmula es la repetición. Como guionista, el presentador de radio–fórmulas musicales ha de ceñirse a buscar las combinaciones posibles de los discos incluidos en la lista, de acuerdo con el criterio de programación establecido para cada hora (notas radiales). El resto consistirá, simplemente, en aportar una ligera dosis de creatividad para presentar los temas.

### Programación convencional
En el aspecto estructural la radio convencional se caracteriza por la existencia de variedad de géneros programáticos, con diversidad de contenidos, de diferente tratamiento y duración; y diversificación de objetivos (conocidos como targets). Cualquier formato de guion puede ser válido, dependiendo del programa o de la sección concreta de que se trate. En la programación convencional la estructura del reloj (hot clock) es sustituida por la pauta de programas, que es la estructura, la columna vertebral donde se integran todos los programas del día. Para el programador y el guionista la pauta de programación es la primera referencia, a simple vista, de las características más elementales de los programas: duración, hora de emisión, etc.

### Radio temática
Este tipo de guion de radio puede adherirse indistintamente a los dos tipos de fórmula.